# Robert Muchamore
Robert Kilgore Muchamore (Londres, Inglaterra, 26 de Dezembro de 1972) é um escritor britânico. É mais conhecido por ser autor da série CHERUB.
Trabalhou durante treze anos como detetive privado, mas abandonou a profissão para se dedicar à escrita o tempo inteiro.
Já escreveu vários livros, destacando-se a colecção CHERUB de versão portuguesa onde figuram: O Recruta, O Traficante, Segurança Máxima, O Golpe,  A Seita, Olho Por Olho,  A Queda, Cães Danados, Sonâmbulo, O General , Gangues e Tsunami Republica Popular , O Anjo da Guarda , O dia negro , Vingança  e, O Novo Exército.
Robert Muchamore inspira-se na sua família e naquilo que gostava de ter lido na sua adolescência para escrever os livros em que conta as aventuras do agente da CHERUB James Adams (inicialmente James Choke) e dos seus amigos e colegas.

## Publicações[1]

### Coleção CHERUB

#### Portugal
- 1.ª série:
- O Recruta (Abril, 2004)
- O Traficante (Maio, 2007)
- Segurança Máxima (Junho, 2007)
- O Golpe (2008[?])
- A Seita (2009[?])
- Olho Por Olho (2010 - Feira do Livro de Lisboa)
- A Queda (2010)
- Cães Danados (Maio, 2011)
- O Sonâmbulo (Novembro, 2011)
- O General  de(Abril, 2012)
- Gangues (Junho, 2012)
- O Tsunami  (Janeiro, 2013)

- 2.ª série:

 1. "República popular" (Dezembro 2012)
2. "O Anjo da Guarda" (Abril 2013)
3. "Um dia Negro" (Novembro 2013)
4. "Vingança"(Julho 2014)
5. "Novo Exercito" (novembro 2016- Portugal)

#### Versão Original - Reino Unido
- 1.ª série:

1. The Recruit (April 15, 2004)
2. Class A (October 14, 2004)
3. Maximum Security (April 14, 2005)
4. The Killing (October 13, 2005)
5. Divine Madness (April 6, 2006)
6. Man vs Beast (October 19, 2006)
7. The Fall (March 15, 2007)
8. Mad Dogs (October 1, 2007)
9. The Sleepwalker (February 7, 2008)
10. The General (September 4, 2008)
11. Brigands M.C. (September 3, 2009)
12. Shadow Wave (August 27, 2010)

- 2.ª série:

1. People's Republic (August 2011)[2]
2. Guardian Angel (August 2012)[3]
3. Black Friday (September 2013)[4]
4. "Lone Wolf"(July 2014)

- Mini-livros:

1. Dark Sun (6 March, 2008)[5] (released for World Book Day)

- Compilações Multi-livros:

1. CHERUB Ultimate Edition que consiste num mapa amplificado da CHERUB, uma biografia de Robert Muchamore, e os livros The Recruit e Class A. Publicado em Outubro de 2008.

- Banda desenhada

1. The Recruit (Agosto de 2012)

### Henderson's Boys
A série Henderson Boys é sobre os primeiros tempos da organização.
1. Eagle Day * (Junho de 2012)
2. Secret Army * (Fevereiro de 2010)
3. Grey Wolves (Fevereiro de 2011)
4. The Prisoner (Fevereiro de 2012)

### Coleção Rock War
- Rock War (Fevereiro de 2014)
- The Audition (World Book Day novella) (Março de 2014)
- Rock War II: Boot Camp (previsto para Outubro de 2015)